# Willy Jähne
Willy Jähne (* 30. September 1905 in Dresden; † 30. Mai 1973 in Zittau) war ein deutscher Gebrauchsgrafiker.

## Leben und Werk
Jähne absolvierte bis 1924 eine Lehre als Bankkaufmann, erhielt aber von seinen wohlsituierten Eltern Unterstützung dabei, eine künstlerische Laufbahn einzuschlagen. Er volontierte ein halbes Jahr bei dem Dresdner Grafiker Wilhelm Pech und studierte 1926/1927 in Leipzig an der Staatlichen Akademie für graphische Künste und Buchgewerbe und von 1927 bis 1929 in Dresden an der Staatlichen Akademie für Kunstgewerbe. Danach war er in Bischofswerda und ab 1932 in Zittau als Werbegrafiker tätig. Das Adressbuch verzeichnete ihn dort 1938 als Werbeleiter in der Neusalzaer Straße 37. Jähne machte werbegrafische Arbeiten vor allem für die Schokoladenfabrik Kosa in Oderwitz.
Er nahm dann als Soldat der Kriegsmarine am Zweiten Weltkrieg teil. In dieser Zeit betätigte er sich auch als Zeichner.
Nach der Kriegsgefangenschaft ging Jähne zurück nach Zittau. Dort arbeitete er wieder als Gebrauchsgrafiker. Er entwarf u. a. einige populär gewordene Marken und Logos, darunter für die Robur-Werke Zittau. Daneben schuf er als freier Maler und Zeichner u. a. Porträts und Landschaftsbilder.
Jähne war Mitglied des Verbands Bildender Künstler der DDR und ab 1963 Leiter deren Sektion Grafik/Malerei des Kreises Zittau/Löbau. 
In den Städtischen Museen Zittau befindet sich als Schenkung seines Sohnes aus dem Nachlass ein Konvolut von ca. 1000 Blatt Zeichnungen, Aquarellen und Drucken Jähnes.

## Ausstellungen (mutmaßlich unvollständig)
- 1948: Bautzen, Stadtmuseum („2. Jahresausstellung Lausitzer bildende Künstler“)[3]
- 1949: Görlitz, Aula der 10. Grundschule („3. Jahresausstellung Lausitzer Bildender Künstler“)[4]